# Furze Hill
Furze Hill (ou  'Furzehill' ) est un hameau situé dans le Parc national New Forest et le  parc national du Hampshire, en Angleterre. 

## Géographie
Il se trouvait autrefois dans la paroisse civile d'Ellingham, Harbridge et Ibsley. 
La ville la plus proche est Fordingbridge qui se situe à environ 5 km au nord-ouest du hameau.
Furze Hill est aujourd'hui un hameau de la paroisse civile d'Hyde. 
Il est situé sur un terrain bas de chaque côté du ruisseau Huckles sur la route de South Gorley à Ogdens.
Les maisons sont entourées de champs et de paddocks.
D'autres maisons se sont construites à la limite sud de Gorley Common, bordant une piste étroite vers North Gorley.
Furze Hill est la localité la plus récente à avoir rejoint la paroisse de Hyde, cette communauté a été établie au XXe siècle.